# Julián de Huelves del Sol
Julián de Huelves del Sol (Ocaña, 10 de març de 1804 – Madrid, 1865) va ser un polític espanyol, ministre de la Governació durant el Bienni Progressista.
Advocat i Procurador de Corts, fou escollit diputat per Toledo en 1836, 1837, 1839, 1840, 1841, 1843, 1846 i 1854. Va ser ministre de la Governació entre 1855 i 1856 durant el III govern de Baldomero Espartero, i des de 1858 fou nomenat senador vitalici.